# Chorvátsky Grob
Chorvátsky Grob (in croato: Hrvatski Grob, in ungherese: Horvátgurab, in tedesco: Kroatisch-Eisgrub) è un comune della Slovacchia facente parte del distretto di Senec, nella regione di Bratislava.
Il comune deve il suo nome alla popolazione croata che si insediò nell'area nel XVI secolo fuggendo dall'area tra Sisak e Hrvatska Kostajnica, dominata dagli Ottomani.